# David Smadja
David M. Smadja (né le 25 février 1978 à Clermont-Ferrand en France) est un hématologiste français. Il exerce en tant que praticien hospitalier à l'Hôpital Européen Georges-Pompidou, au sein de l'Assistance publique - Hôpitaux de Paris (AP-HP), et à l'Université Paris Cité. Il est spécialisé dans les domaines de l'hémostase, de la thrombose et de la biologie vasculaire. Il a notamment contribué à la recherche sur les troubles vasculaires et les troubles de la coagulation liés au COVID-19 et au COVID long.

## Éducation et carrière
En 2005, il obtient son Diplôme d'Études Spécialisées en biologie médicale, avec une spécialisation en hématologie, à l'Université Paris Descartes. En 2006, il termine son doctorat en sciences fondamentales dans la même université. De 2010 à 2012, il effectue un post-doctorat à la Harvard Medical School (Boston, États-Unis).
Actuellement, David Smadja est professeur des universités à l'Université Paris Cité et praticien hospitalier en hématologie biologique. Il a co-présidé la session de biologie vasculaire des sous-comités de la Société Internationale de Thrombose et d’Hémostase (2018-2022) et est membre du conseil scientifique d’INNOVTE, un réseau français destiné à la recherche clinique sur la maladie thromboembolique veineuse (F-CRIN).
De 2019 à 2021, David Smadja a été directeur du Laboratoire de recherche biochirurgicale à la Fondation Carpentier, où il était responsable de la plateforme de recherche sur le gros animal. Depuis 2021, il est éditeur associé de la revue Stem Cell Reviews and Reports et membre du comité éditorial de la revue Angiogenesis. Auparavant, il a siégé au comité éditorial de Arteriosclerosis, Thrombosis, and Vascular Biology.
En 2005, il a reçu un prix du Groupe d’étude d'Hémostase et de Thrombose (GEHT, devenu Société française d’hémostase et thrombose, SFHT) pour ses recherches sur l'activation de la thrombine dans les cellules progénitrices endothéliales.
David Smadja est également engagé dans la lutte contre la désinformation en santé et en science en tant que membre du groupe santé du Laboratoire de la République, un groupe de réflexion fondé par Jean-Michel Blanquer, consacré à la promotion des valeurs républicaines. Un des objectifs de cette commission santé est de restaurer la confiance dans les institutions scientifiques et médicales, et de répondre aux discours remettant en question la légitimité de la science.
David Smadja est également engagé dans la lutte contre le harcèlement scolaire. Il est vice-président de l'association Résiste, qui œuvre contre le harcèlement et le cyberharcèlement en milieu scolaire. L'association mène des actions de prévention, de sensibilisation et d'accompagnement dans les établissements scolaires en partenariat avec les collectivités locales et les acteurs de l'éducation,.

## Recherche
Les recherches de David Smadja se concentrent principalement sur le compartiment endothélial circulant, avec un accent particulier sur le rôle des cellules endothéliales, qu'elles soient matures ou progénitrices, ainsi que sur les biomarqueurs protéiques endothéliaux dans le diagnostic, la thérapie et la régénération vasculaire. Ses travaux explorent le rôle de ces cellules dans des applications médicales, notamment leur potentiel en tant qu'outils diagnostiques, cibles thérapeutiques ou agents en médecine régénérative.

### Cellules progénitrices endothéliales et régénération vasculaire
La découverte des cellules progénitrices endothéliales adultes (EPCs) en 1997 a marqué un tournant dans la biologie vasculaire, ouvrant de nouvelles possibilités de traitement des maladies vasculaires par thérapie cellulaire. Pendant son doctorat, David Smadja s'est penché sur la caractérisation des EPCs et leur rôle dans la formation des vaisseaux sanguins. Il a exploré comment ces cellules interagissent avec le système de coagulation, en particulier avec la thrombine et la thrombospondine,. Ses recherches ont également apporté des éclaircissements sur la manière dont les EPCs contribuent à l'ischémie, à la réparation vasculaire et à la régénération des vaisseaux,.
David Smadja a également contribué à l'essai OPTIPEC, un essai de thérapie cellulaire visant à traiter l'ischémie critique des membres,,. Cette étude a montré que l'injection de moelle osseuse dans les tissus distaux des membres inférieurs pouvait stimuler un processus néoangiogénique.
Après deux années passées à la Harvard Medical School, où il a étudié la contribution des cellules souches à la formation vasculaire dans l'hémangiome infantile,, David Smadja est revenu à Paris en 2012 pour poursuivre ses recherches sur l'ontogenèse de la lignée endothéliale. En 2015, ses travaux ont permis de mettre en évidence que de très petites cellules souches embryonnaires, appelées VSEL, dérivées de cellules CD133+ chez l'homme, pouvaient donner naissance à des cellules endothéliales,.
En collaboration avec l'Université de Louisville, il a par la suite démontré que les VSELs CD34+ pouvaient se différencier en un sous-type vasculogénique de cellules progénitrices endothéliales (EPCs), désignées sous le nom de cellules formant des colonies endothéliales (ECFCs). David Smadja a rédigé le premier article de consensus international sur les techniques d'isolement et de culture des ECFCs. En 2023, il a proposé un deuxième article de consensus, fondé sur une enquête internationale sur les pratiques de culture de ces cellules, renforçant ainsi ses contributions dans ce domaine,,.
En 2023, sous la direction de Nicolas Fortunel, directeur de recherche au Commissariat à l'Énergie Atomique, l'équipe de David Smadja a obtenu la subvention "FRANCE 2030 PEPR Biothérapies" pour le projet "Bioengineered Skin France". Ce projet vise à améliorer la technologie des greffes de peau en augmentant leur capacité régénérative, notamment en augmentant la teneur en cellules souches et en intégrant des stratégies de prérévascularisation avec les ECFCs, tout en cherchant à réduire le rejet des greffons.

### Covid-19: une maladie vasculaire acquise

#### Rôle des cellules endothéliales dans les maladies pulmonaires humaines
À la fin des années 2000, David Smadja et son équipe ont avancé l'hypothèse que l'endothélium pouvait jouer un rôle actif dans les maladies pulmonaires, notamment dans l'hypertension pulmonaire (HTP) et la fibrose pulmonaire idiopathique (FPI), deux pathologies caractérisées par la destruction de l'architecture alvéolaire. Dans le cadre de l'HTP, Smadja a introduit les cellules endothéliales circulantes (CEC) comme biomarqueur clinique, permettant d'évaluer la réversibilité de l'HTP dans les cardiopathies congénitales et comme indicateur de la réponse des patients aux traitements vasodilatateurs,. Ses recherches sur la FPI ont mis en évidence des dysfonctionnements vasculaires, notamment le recrutement de neutrophiles en l'absence d'infection, attribués à une dysfonction endothéliale, en particulier un profil sénescent et prothrombotique accru des cellules endothéliales,,. Son travail a démontré que les ECFCs sont significativement diminuées chez les patients atteints de FPI stable,.
Au début de 2020, avec l'émergence du SARS-CoV-2 et la pandémie de COVID-19, David Smadja s'est intéressé à l'impact du virus sur la santé vasculaire, en se concentrant sur les dysfonctionnements endothéliaux, ou endothéliopathie, ainsi que sur l'activation de la coagulation (coagulopathie) observée chez les patients atteints de COVID-19,,. Ses recherches visaient à comprendre les mécanismes par lesquels le virus entraîne des dommages vasculaires, favorisant ainsi des anomalies de la coagulation sanguine, un trait distinctif des formes graves de la maladie. En reconnaissance de l'urgence de la situation, il a soumis une proposition de recherche et a obtenu l'une des premières subventions du ministère français de la Recherche en mars 2020 pour l'étude SARCODO.
Cette première subvention lui a permis d'étudier les mécanismes par lesquels le SARS-CoV-2 perturbe le système vasculaire, en se concentrant sur le rôle des lésions endothéliales dans les complications de coagulation observées chez les patients atteints de COVID-19, telles que la thrombose microvasculaire. Ses recherches ont apporté de nouveaux éclairages sur les aspects vasculaires du COVID-19 et ont souligné l'importance de la santé endothéliale dans la gestion de la maladie. En explorant les dysfonctionnements endothéliaux et la coagulopathie associée, Smadja a contribué à la recherche soulignant la nature systémique du COVID-19, au-delà de ses effets respiratoires initiaux. Selon un article publié dans Heliyon, il est reconnu comme l'un des principaux chercheurs dans ce domaine. Ses travaux ont permis de faire progresser la compréhension des mécanismes de la coagulation sanguine et des troubles vasculaires liés au COVID-19.
Les contributions de David Smadja ont également permis d'avancer dans les traitements et les stratégies de gestion des patients souffrant de complications vasculaires, notamment grâce à l'utilisation de thérapies anticoagulantes. Lors de la première vague de la pandémie en 2020, en collaboration avec la Société Française de Cardiologie, il a observé que les patients déjà sous anticoagulants oraux pour d'autres affections médicales présentaient des formes moins sévères de COVID-19. Cette observation a conduit à l'hypothèse que l'anticoagulation pourrait avoir un effet protecteur contre le COVID-19. Des essais cliniques randomisés à grande échelle ont ensuite montré que l'anticoagulation curative n'était efficace pour améliorer le pronostic que dans les formes non graves de la maladie,.

#### Vaccination contre la Covid-19
En mars 2021, lorsque les premiers cas de thrombose ont été suspectés après les vaccinations contre la COVID-19, le département de pharmacovigilance de l'Organisation mondiale de la santé a chargé David Smadja d'évaluer le risque de thrombose post-vaccination. Son évaluation a révélé que le taux d'événements thrombotiques signalés après l'administration des vaccins Pfizer-BioNTech, Moderna et AstraZeneca était très faible, confirmant la rareté de ces effets indésirables. Bien que certains cas de thrombose liés au vaccin AstraZeneca aient présenté un profil atypique, la sécurité des vaccins à ARNm a été largement confirmée. L'équipe de Smadja a également publié un rapport sur un cas mortel de thrombocytopénie thrombotique immunitaire induite par le vaccin (VITT) après une vaccination AstraZeneca en France, contribuant ainsi à la compréhension de cette complication rare.
David Smadja s'est exprimé en faveur de la vaccination généralisée contre la COVID-19, soulignant son importance pour contrôler la pandémie. Aux côtés d'un avocat français, il a défendu l'idée que la vaccination devrait être rendue obligatoire sur le plan légal. Smadja a argumenté que la vaccination de masse était une nécessité de santé publique et une responsabilité collective pour protéger les populations vulnérables et réduire la pression sur les systèmes de santé. Cette position a suscité des débats, notamment lorsque le président français Emmanuel Macron a introduit le pass vaccinal, exigeant une preuve de vaccination pour accéder aux lieux publics.

#### Le COVID long pourrait être un trouble vasculaire
En 2023, l'équipe de David Smadja a mis en évidence un lien significatif entre les formes pulmonaires du COVID long et un marqueur associé à la formation anormale de vaisseaux sanguins : le VEGF-A (facteur de croissance vasculaire endothélial A),. Les divers symptômes et profils biologiques du COVID long suggèrent l'existence de différentes entités cliniques et biologiques. Cette découverte a ouvert de nouvelles perspectives pour le traitement des symptômes du COVID long, notamment ceux affectant les poumons. Elle a conduit au lancement du premier essai thérapeutique pour le COVID long, financé par le PHRC (Programme Hospitalier de Recherche Clinique) français pour les maladies infectieuses en 2024. David Smadja plaide pour la reconnaissance du  COVID long comme un ensemble de maladies multiples et distinctes,,. Ses travaux mettent en avant la nécessité d'une compréhension plus nuancée des diverses manifestations du COVID long afin de développer des traitements et des stratégies de gestion plus ciblés.

### Valves cardiaques et hémocompatibilité des biomatériaux
David Smadja a contribué à la recherche sur l'hémocompatibilité du cœur artificiel total Carmat Aeson®, un dispositif pulsatile destiné aux patients atteints d'insuffisance cardiaque biventriculaire,,. Le cœur Aeson® est conçu avec des hémodynamiques imitant de près la fonction cardiaque naturelle, une membrane hybride, ainsi que des valves bioprothétiques en péricarde bovin, afin d'assurer sa compatibilité avec le système circulatoire. Les recherches de David Smadja ont montré que le cœur Aeson® ne provoque aucun signe de syndrome de von Willebrand acquis ni d'autres complications biologiques ou cliniques indiquant une mauvaise hémocompatibilité, telles que l'hémolyse ou la thrombose. De plus, ses travaux ont révélé l'endothélialisation de la membrane ventriculaire, ce qui pourrait expliquer les faibles besoins en anticoagulants associés à l'utilisation de ce dispositif,.
Dans une lettre publiée dans le New England Journal of Medicine, David Smadja a suggéré que l'un des facteurs clés dans la prévention de la thrombose dans les matériaux bioprothétiques est l'utilisation d'une inhibition ciblée et à court terme de la phase de contact. Il a ensuite montré que la formation de fibrine, et probablement la thrombose, accélère la calcification des dispositifs bioprothétiques valvulaires, ce qui pourrait réduire leur longévité. Ses recherches mettent en évidence l'importance de la gestion des processus de coagulation pour prolonger la durée de vie des matériaux bioprothétiques et améliorer les résultats cliniques. Afin de mieux comprendre le rôle de la recellularisation dans les biomatériaux, David Smadja participe à des études mécanistiques, comme en témoigne une publication de la Fondation pour la Recherche Médicale (FRM).